# Canton de Basse-Terre-1
Le canton de Basse-Terre-1 est une ancienne division administrative française, située dans le département de la Guadeloupe et la région Guadeloupe.

## Composition
Le canton de Basse-Terre-1 comprenait une fraction de commune :
- Basse-Terre, fraction de commune

## Histoire

### Ancien canton deBasse-Terre
| Période                                                 | Période      | Identité                    | Étiquette | Qualité                                                                                   |
| ------------------------------------------------------- | ------------ | --------------------------- | --------- | ----------------------------------------------------------------------------------------- |
| 1904                                                    | 1919         | Arnould Nicolas (1873-1934) |           | Notaire, agriculteur producteur de café et de cacao à Vieux-Habitants                     |
|                                                         |              |                             |           |                                                                                           |
| 1925                                                    | 1934 (décès) | Arnould Nicolas             |           | Notaire, agriculteur producteur de café et de cacao, maire de Vieux-Habitants (1925-1931) |
| 1934                                                    |              | Victorin Lurel (né en 1872) | SFIO      | Instituteur puis directeur d'école                                                        |
|                                                         |              |                             |           |                                                                                           |
| 1945                                                    | 1955         | Joseph Pitat (1908-1969)    | SFIO      | Médecin, Président du Conseil Général (1945-1949) Maire de Basse-Terre (1945-1951)        |
| 1945                                                    |              | Rémy Nainsouta (1883-1969)  | app.PCF   | Vétérinaire Maire de Saint-Claude (1945-1965)                                             |
| 1945                                                    |              | Constant Dahomé             | PCF       |                                                                                           |
| 1945                                                    |              | Jean Vignes                 | SFIO      |                                                                                           |
| 1951                                                    | 1958         | Élie Chaufrein (1900-1962)  | PCF       | Enseignant, maire de Basse-Terre (1954-1959)                                              |
| Les données antérieures ne sont pas encore mentionnées. |              |                             |           |                                                                                           |

## Représentation

### Canton de Basse-Terre-1
| Période                                                 | Période | Identité                 | Étiquette     | Qualité |
| ------------------------------------------------------- | ------- | ------------------------ | ------------- | --- |
| 1955                                                    | 1964    | Gerty Archimède          | PCG           | Avocate Députée (1946-1951) Conseillère municipale (1947-1952) puis adjointe au maire (1952-1955) de Basse-Terre |
| 1964                                                    | 1970    | M. Michaux               | DVD           | |
| 1970                                                    | 1994    | Jérôme Cléry (1924-2006) | PCG puis PPDG | Médecin Conseiller régional Maire de Basse-Terre (1971-1995)                                                     |
| 2001                                                    | 2008    | Brigitte Rodes           | OG-UMP        | Avocate |
| 2008                                                    | 2015    | Henriette Solignac       | DVD           | Conseillère municipale de Basse-Terre                                                                            |
| Les données antérieures ne sont pas encore mentionnées. |         |                          |               | |

### Depuis 2015
Voir canton de Basse-Terre.